# Amathimysis cherados
Amathimysis cherados är en kräftdjursart som beskrevs av Brattegard 1974. Amathimysis cherados ingår i släktet Amathimysis och familjen Mysidae. Inga underarter finns listade i Catalogue of Life.